# 大平站 (日本)
大平站（日语：／ Ōdai eki */?）是由東日本旅客鐵道（JR東日本）所管理的鐵路車站，位於日本青森縣東津輕郡外濱町，平日只提供五班普通列車服務。由本站至津輕二股為全線中兩站間距最長的路段，長11.6公里。

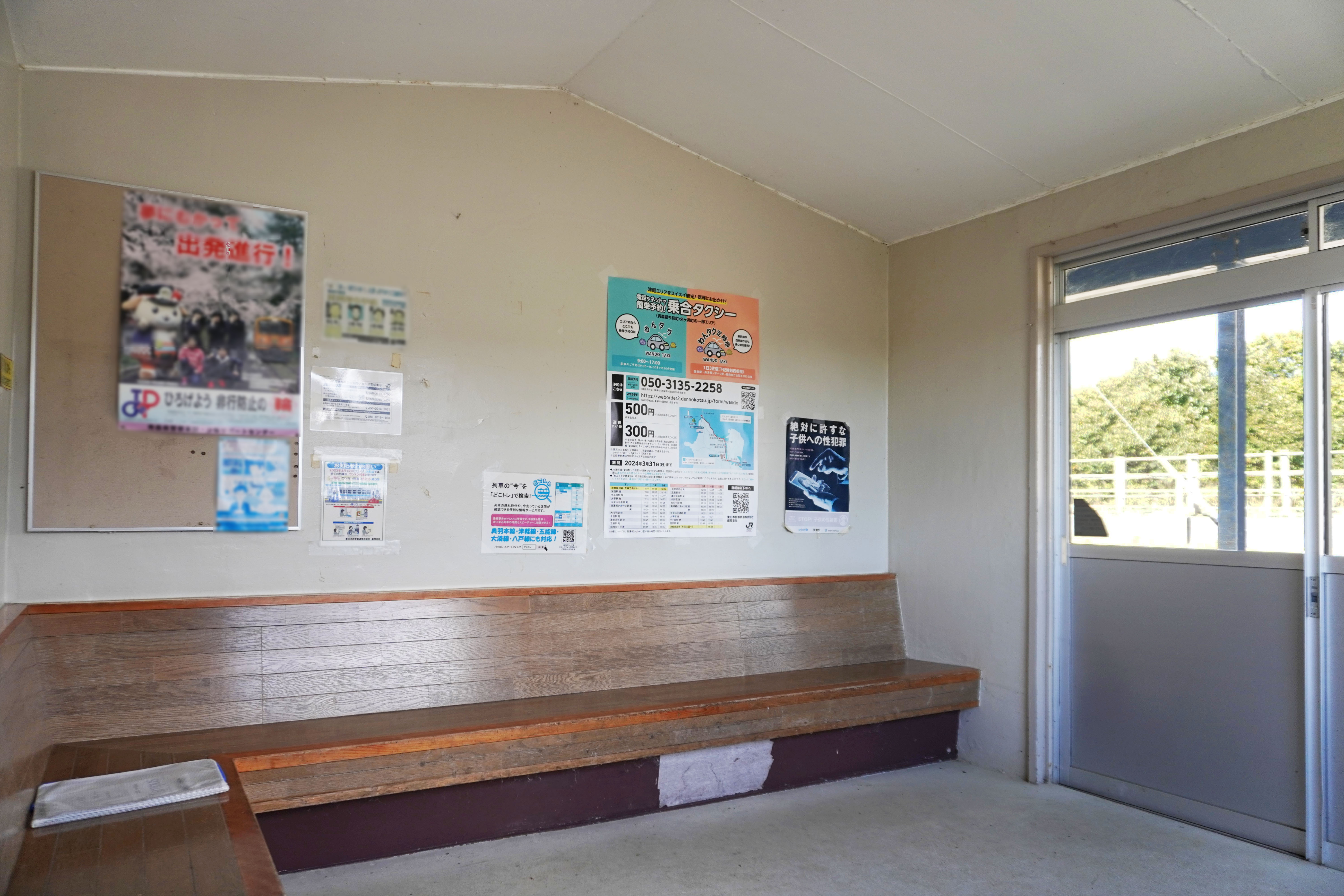
候車室內（2023年10月）

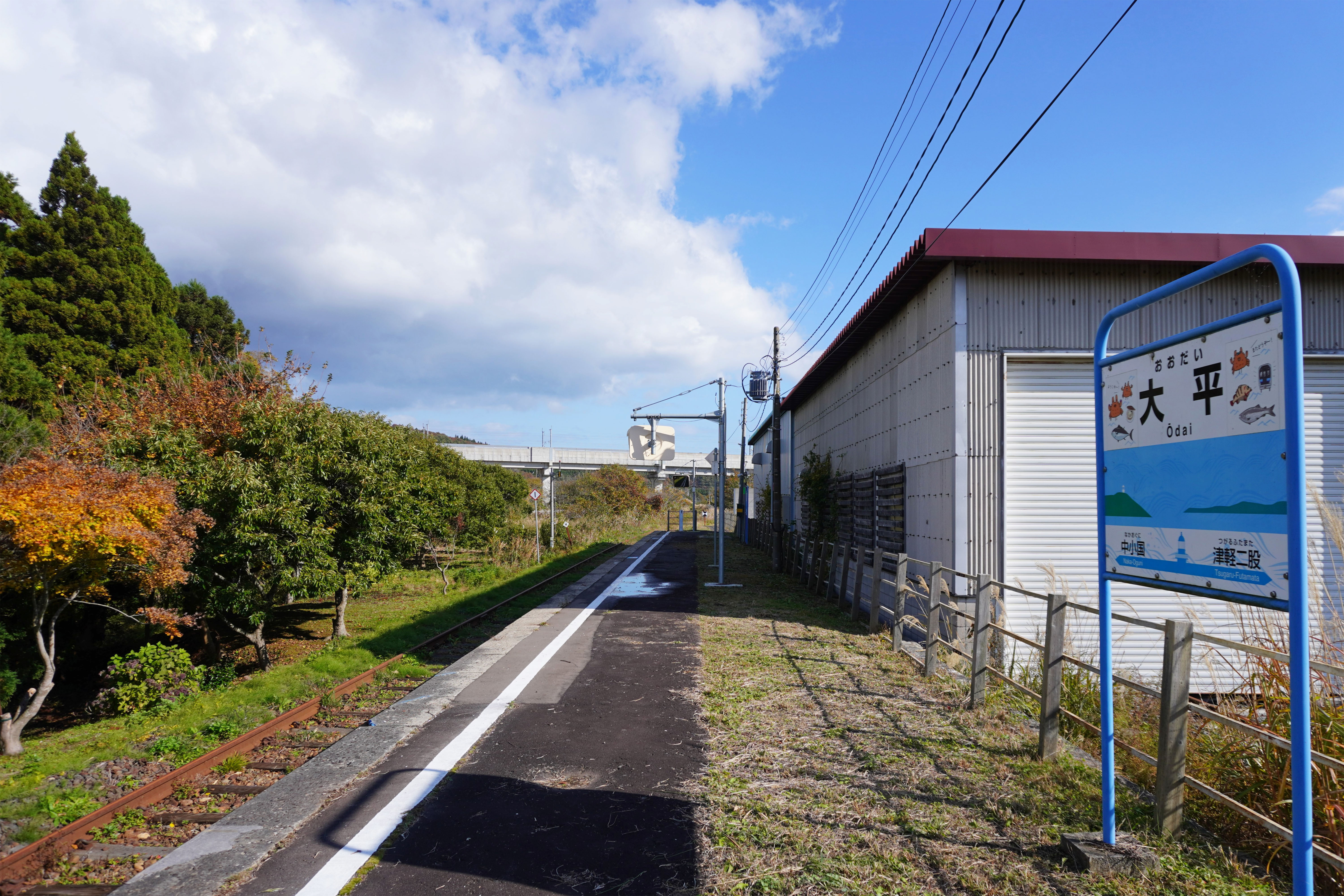
月台（2023年10月）

## 車站結構
和大川平相同，設有一座以磚建成的單層式站舍，左邊為候車室，右邊為原站務室，無人化後改為儲物室。和沿線上其他車站不同的是，本站的站舍和月台相距一段距離，這是由於車站原為1面2線的島式月台設計，但後來靠近站舍的一邊路軌被撒去，因而形成了月台和站舍之間出現了一些距離。

## 月台配置
目前為側式月台1個，列車不能交換，乃過往島式月台時期的上行線（2號月台），有效長度為3輛。進出月台靠末端向中小國方向的無障礙斜道，該處以前為下行線平交道，交換設施撒去後，平交道的功用亦失去。
至於往津輕二股方向，則保留了道岔，並在原下行月台邊興建了保線車輛用基地，而原下行路軌，只是把向中小國方向的道岔拆去，原路軌大部份都被保留供保線車輛停泊之用。
列車靠站時，下行往三廐方向為左側上落；上行往蟹田方向則變為右側上落。

## 歷史
- 1958年10月21日：開業。
- 1987年4月1日：國鐵分割民營化，車站改由JR東日本管轄。
- 2019年：

- 4月29日：新中小國信號場與三廄站間路段啟用调度集中系统（CTC）。
- 6月1日：隨著蟹田站從直營站改為業務委託站，本站改由青森站管理。

- 2022年8月3日：受豪雨令部份路段受到破壞，蟹田～三廄列車服務暫停，改以代行巴士及社區的士暫代[3][4]。

## 相鄰車站
東日本旅客鐵道
■津輕線
中小國－（新中小國信號場）－大平－津輕二股

## 外部連結
- 大平站（JR東日本）（页面存档备份，存于）（日語）